# Niegocinmeer
Het Niegocinmeer (Pools: Jezioro Niegocin, Duits: Löwentinsee of Lötzener See) is een meer in het Mazurisch Merenplateau in het woiwodschap Ermland-Mazurië te Polen. Het is het op zes na grootste meer van Polen. Aan het meer liggen de plaatsen Wilkasy en Giżycko.